# Simon Conway Morris
Simon Conway Morris (* 6. November 1951 in Carshalton, Surrey; Nachname: Conway Morris) ist ein britischer Paläontologe. Er wurde international bekannt als Erforscher der Fossilien des Burgess-Schiefers.

## Leben und Werk
Conway Morris studierte Geologie an der University of Bristol mit dem Bachelor-Abschluss 1972 und wurde 1975 bei Harry Blackmore Whittington an der Universität Cambridge promoviert. 1975 bis 1979 war er Research Fellow des St. Johns College in Cambridge und danach Lecturer an der Open University in Cambridge und ab 1991 Reader. 1987 wurde er Fellow des St. Johns College.  Er ist seit 1995 Professor of Evolutionary Palaeobiology am Department of Earth Sciences der britischen Universität Cambridge.
1981 war er Gastwissenschaftler an der University of Calgary, 1988 Gastprofessor an der University of Kansas und 1992 Selby Fellow bei der Australian Academy of Sciences.
Neben der Burgess-Shale untersuchte er Fossilien aus dem Kambrium (und der Kambrischen Explosion weltweit. Er bezog auch die Molekularbiologie in paläontologische Forschung ein (molekulare Uhren u. a.).
Mit Jean-Bernard Caron beschrieb er 2008 Metaspriggina walcotti aus dem Burgess Shale (schon von Walcott gefunden aber erst von Morris genauer untersucht), die sie mit einem Alter von 518 Millionen Jahren für das älteste Fischfossil halten.
Er wurde zum Fellow der Royal Society gewählt. 1987 wurde er mit der Charles Doolittle Walcott Medal der National Academy of Sciences und 1998 mit der Lyell-Medaille der Geological Society of London ausgezeichnet. 1989 erhielt er den Charles Schuchert Award. 1996 hielt  er die Weihnachtsvorlesung der Royal Institution (The History in our Bones).
Conway Morris ist der Hauptvertreter der Konvergenztheorie in der Evolution. Danach entwickeln sich Tiere in der Evolution zu ähnlichen Formen, die sich optimal in ihrer ökologischen Nische behaupten, unabhängig von ihrer stammesgeschichtlichen Herkunft. Seiner Ansicht nach ist sogar die Entwicklung von Leben im Universum stark eingeschränkt auf ähnliche Formen wie auf der Erde.
1975 heiratete er Zoe Helen James, mit der er zwei Söhne hat.

## Schriften (Auswahl)
- A new metazoan from the Cambrian Burgess Shale of British Columbia. In: Palaeontology. Band 20, 1977, S. 623–640.
- The Crucible of Creation: The Burgess Shale and the Rise of Animals. Oxford University Press, 1998.
- Jenseits des Zufalls. Wir Menschen im einsamen Universum. Berlin University Press, 2008, ISBN 978-3-940432-07-0 (deutsche Fassung von: Life’s Solution: Inevitable humans in a Lonely Universe. Cambridge University Press, 2003).
- mit K. W. Barthel, N. H. M. Swinburne: Solnhofen. A study in mesozoic paleontology, Cambridge University Press 1990 (beruhend auf dem deutschen Buch von K. Werner Barthel 1978)
- The question of metazoan monophyly and the fossil record, in Werner E. G. Müller, Molecular evolution: towards the origin of metazoa, Springer 1998, S. 1–20
- Herausgeber: The Deep Structure of Biology. Is convergence sufficiently ubiquitous to give a directional signal ?, Templeton Foundation Press 2008
- Herausgeber mit J. D. George, R. Gibson, H. M. Platt: The origins and relationships of lower invertebrates, Clarendon Press 1985